# راشل آیتس
راشل آیتس (انگلیسی: Rochelle Aytes؛ زادهٔ ۱۷ مهٔ ۱۹۷۶) یک هنرپیشه اهل ایالات متحده آمریکا است. وی از سال ۲۰۰۰ میلادی تاکنون مشغول فعالیت بوده‌است.
از فیلم‌ها یا برنامه‌های تلویزیونی که وی در آن نقش داشته است می‌توان به دختران سفیدپوست، ترفند درمان و پاکسازی اشاره کرد.